# Asset Banca
Asset Banca S.p.A. è stata una banca della Repubblica di San Marino nata a Dogana, curazia (frazione) di Serravalle, il 6 agosto 2003 con un capitale sociale di 40 000 000 euro. Oltre alla sede di Dogana, aveva filiali a Gualdicciolo, Murata, Domagnano, Montegiardino.
Dopo essere finita nel marzo 2017 in amministrazione straordinaria, nel giugno 2017 è stata posta in liquidazione coatta amministrativa.

## Storia
Nell'ambito di un'inchiesta condotta dalla Procura di Forlì per evasione fiscale sulla Banca di Credito e di Risparmio della Romagna, con sede a Forlì, il 5 gennaio 2008 sono arrestati non solo i responsabili dell'istituto di credito forlivese ma anche i vertici di Asset Banca. Secondo gli inquirenti la banca italiana fungeva "da sportello" per Asset Banca.
Da venerdi 3 marzo 2017 Asset Banca è posta in amministrazione straordinaria, su disposizione della Banca Centrale di San Marino ai sensi dell’art. 78 della Legge n. 165/2005 e successive modifiche. Nel maggio 2017 la banca sospende i pagamenti ai correntisti sollevando un coro di proteste, due giorni più tardi, il 10 maggio, la Banca centrale sammarinese inietta nelle casse di Asset Banca 4,8 milioni di euro.
Ai sensi dell'art. 85 della stessa legge, dal 12 giugno 2017 la banca è posta in liquidazione coatta amministrativa.. Nel luglio 2017 attivi e passivi di Asset Banca in liquidazione sono ceduti alla Cassa di Risparmio di San Marino. In seguito saranno rimosse le insegne dalla sede centrale della banca.